# Bergants del Campus de Terrassa
Els Bergants del Campus de Terrassa són una colla castellera universitària del Campus de Terrassa de la Universitat Politècnica de Catalunya (UPC). Va ser fundada el 2013 i els seus millors castells són el 3 de 8 amb folre, el 5 de 7, el pilar de 6 amb folre, el 2 de 7 amb folre, el 7 de 7 i el 4 de 7 amb l'agulla . Vesteixen amb camisa de color verd llima.
Principalment, els seus membres són estudiants dels diferents centres que formen el campus universitari de Terrassa: l'Escola Superior d'Enginyeries Industrial, Aeroespacial i Audiovisual de Terrassa (ESEIAAT), la Facultat d'Òptica i Optometria de Terrassa (FOOT), l'Escola Superior de Cinema i Audiovisuals de Catalunya (ESCAC), el Centre de la Imatge i la Tecnologia Multimèdia (CITM) i l'Escola Universitària d'Infermeria de Terrassa (EUIT).
Com la resta de colles universitàries, la seva temporada té dos trams: el d'hivern (de novembre a desembre) i el de primavera (d'abril a maig). Assagen a la plaça del Campus de Terrassa i al local dels Minyons de Terrassa.

## Història

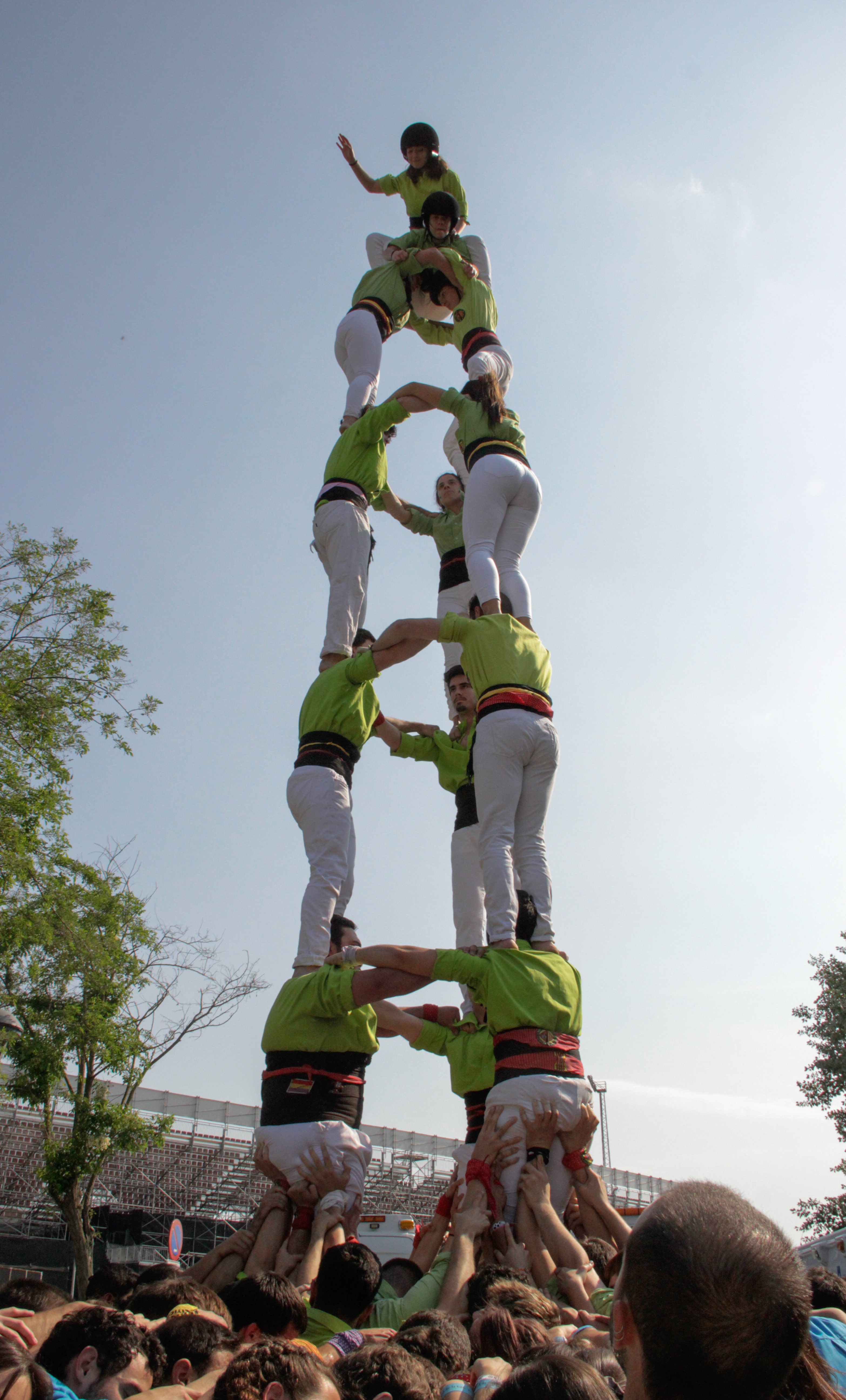
Primer 3 de 7 de la història dels Bergants, descarregat a Girona el 17 de maig del 2018

Els inicis de la colla es remunten al 2011, quan un grup d'estudiants de l'ETSEIAT començaren els primers assaigs, de pilars i poms de dalt, al pati de la facultat. El color previst per la camisa era el groc. Poc després, moltes d'aquestes persones van marxar de la UPC i la colla va entrar en un període d'inactivitat. Va ser el curs 2013-2014 quan un nou grup de gent va decidir refundar el projecte, aquest cop amb la camisa verd llima. Van ser admesos per la Coordinadora de Colles Castelleres de Catalunya com a «colla en formació» el 19 d'octubre del 2015, i el novembre del 2016 van ser admesos com a colla de ple dret.
L'11 de maig del 2017, a la Diada dels Emboirats de la Universitat de Vic, els Bergants van descarregar el seu primer castell de set pisos, el 4 de 7. Dues setmanes més tard, a la seva pròpia diada, van completar la que aleshores era la seva millor actuació fins al moment, descarregant el 4 de 7, el 2 de 6, el 7 de 6 i el pilar de 6 amb folre.
Durant el tram de primavera del 2018, els Bergants van consolidar els castells de set, descarregant el 4 de 7 a la diada dels Emboirats i repetint-lo el 17 de maig a Girona, a la diada dels Xoriguers, on també van descarregar, al primer intent, el primer 3 de 7 de la seva història. El van acompanyar del 7 de 6 i del pilar de 6 amb folre, completant la que aleshores era la seva millor diada.
Una setmana més tard, el 24 de maig del 2018, a la seva pròpia Diada, els Bergants van tornar a superar el seu millor registre descarregant un vano de 5, el 4 de 7, el 3 de 7, el primer 4 de 7 amb pilar del seu historial i el pilar de 6 amb folre.
Després de la pandèmia, la colla va recuperar l'activitat i va reprendre la gamma de set, començant pel 4 de 7 a la Diada de primavera de Bergants del 2023.
 El curs següent, aquest castell va estar revalidat en diverses ocasions: per exemple, amb motiu del Xè Aniversari, però també portat fora de casa a Valls (macroactuació de Sant Tolomet) i a Lleida (diada d'hivern dels Marracos).
El tram d'hivern de 2023, els Bergants de Terrassa van assolir grans fites, recuperant el pilar de 5 així com altres castells de la gamma de set com el 3 de 7, i completant per primer cop la torre de 7 amb folre. Aquests castells, van ser descarregats a la Diada dels Marracos el desembre de 2023 (tot i que cal mencionar que la torre ja s'havia carregat en la Diada de Bergants d'aquest mateix tram). En aquesta ocasió a Lleida, els Bergants van completar la seva millor diada fora de casa, i la seva millor actuació en tram d'hivern.
El tram de primavera del 2025, la colla assolir el primer castell de 8 en descarregar (en el seu primer intent) el 3 de 8 amb folre a la Diada dels Arreplegats del 8 de maig del 2025, on assolien la seva millor actuació de la història.

## Castells assolits
La taula de continuació mostra la data, la diada i la plaça en què per primera vegada s'han descarregat, i en què s'han carregat en cas d'haver succeït amb anterioritat, cadascuna de les construccions que la colla ha assolit, ordenades cronològicament.
| Construcció                                    | Data                    | Diada                               | Plaça                                      | Nota |
| ---------------------------------------------- | ----------------------- | ----------------------------------- | ------------------------------------------ | ---- |
| 3 de 8 amb folre                               | 8 de maig del 2025      | Diada de primavera dels Arreplegats | Plaça de les Constel·lacions, Barcelona    |      |
| 5 de 7                                         | 19 de desembre del 2024 | Diada d'hivern dels Marracos        | Plaça de Víctor Siurana, Lleida            |      |
| 7 de 7                                         | 23 de maig del 2024     | Diada de primavera dels Bergants    | Plaça del Campus, Terrassa                 |      |
| 2 de 7 amb folre                               | 21 de desembre del 2023 | Diada d'hivern dels Marracos        | Plaça de Víctor Siurana, Lleida            |      |
| 2 de 7 amb folre (carregat)                    | 30 de novembre del 2023 | Diada d'hivern dels Bergants        | Plaça del Campus, Terrassa                 |      |
| 4 de 7 amb pilar                               | 24 de maig del 2018     | Diada de primavera dels Bergants    | Plaça del Campus, Terrassa                 |      |
| Vano de 5                                      | 24 de maig del 2018     | Diada de primavera dels Bergants    | Plaça del Campus, Terrassa                 |      |
| 3 de 7                                         | 17 de maig del 2018     | Diada de primavera dels Xoriguers   | Campus de Montilivi, Universitat de Girona |      |
| Pilar de 6 amb folre                           | 25 de maig del 2017     | Diada de primavera dels Bergants    | Plaça del Campus, Terrassa                 |      |
| 4 de 7                                         | 11 de maig de 2017      | Diada de primavera dels Emboirats   | Campus Miramarges, Universitat de Vic      |      |
| 9 de 6                                         | 21 de març de 2024      | Aniverfest dels Xoriguers           | Plaça dels Apòstols, Girona                |      |
| 3 de 6 amb pilar i 4 de 6 amb pilar simultanis | 13 de desembre de 2018  | Diada d'hivern dels Bergants        | Local dels Castellers de Terrassa          |      |
| 3 de 6 i 4 de 6 simultanis                     | 1 de desembre de 2016   | Diada d'hivern dels Bergants        | Plaça del Campus, Terrassa                 |      |
| 3 de 6 aixecat per sota                        | 24 de novembre de 2016  | Diada d'hivern dels Grillats        | Campus Baix Llobregat, Castelldefels       |      |
| 2 de 6                                         | 26 de maig del 2016     | Diada de primavera dels Passerells  | Tecnocampus, Mataró                        |      |
| 7 de 6                                         | 19 de maig de 2016      | Diada de primavera dels Bergants    | Plaça del Campus, Terrassa                 |      |
| Pilar de 5                                     | 28 de maig del 2015     | Diada de primavera dels Passerells  | Tecnocampus, Mataró                        |      |
| Pilar de 5 (carregat)                          | 14 de maig del 2015     | Diada de primavera dels Bergants    | Plaça del Campus, Terrassa                 |      |
| 2 de 6 (carregat)                              | 14 de maig del 2015     | Diada de primavera dels Bergants    | Plaça del Campus, Terrassa                 |      |
| 5 de 6                                         | 14 de maig del 2015     | Diada de primavera dels Bergants    | Plaça del Campus, Terrassa                 |      |
| Pilar de 4 aixecat per sota                    | 26 de març del 2015     | 20è aniversari dels Ganàpies        | Plaça Cívica, UAB, Bellaterra              |      |
| 4 de 6 amb pilar                               | 19 de març del 2015     | Diada de primavera dels Llunàtics   | EPSEVG, Vilanova i la Geltrú               |      |
| 3 de 6 amb pilar                               | 11 de desembre del 2014 | Diada d'hivern dels Ganàpies        | Plaça Cívica, UAB, Bellaterra              |      |
| 4 de 6                                         | 20 de novembre del 2014 | Diada d'hivern dels Llunàtics       | EPSEVG, Vilanova i la Geltrú               |      |
| 3 de 6                                         | 20 de novembre del 2014 | Diada d'hivern dels Llunàtics       | EPSEVG, Vilanova i la Geltrú               |      |
| 3 de 6 (carregat)                              | 29 de maig del 2014     | Diada de primavera dels Passerells  | Tecnocampus, Mataró                        |      |
| Pilar de 4                                     | 8 de maig del 2014      | Diada de primavera dels Arreplegats | Plaça de les Constel·lacions, Barcelona    |      |

Actualitzat a 9 de maig del 2025. Dades extretes de la base de dades de la CCCC, del Sistema de Gestió de l'Arxiu Casteller i de la pròpia colla.